# Vilhelm 1. af Nassau-Dillenburg
Vilhelm 1. af Nassau-Dillenburg, kendt som Vilhelm den Rige, (født 1487 i Dillenburg, død 6. oktober 1559 samme sted) var fra 1516 til 1559 den regerende greve af Nassau-Dillenburg. 
Som greve af Nassau var Vilhelm herre af Siegen, Dillenburg, Hadamar, Herborn. Desuden var han greve af Katzenelnbogen (en grevindetitel som den nuværende hollandske dronning har arvet), Vianden (i Luxembourg) og Diez.

## Reformationen
Vilhelm 1. var en moderat lutheraner. Han gennemførte Reformationen i 1533, og han tilsluttede sig det schmalkaldiske forbund i 1535. 

## Familie
Vilhelm 1. var søn af Elisabeth af Hessen-Marburg og Johan 5. af Nassau-Vianden-Dietz.
Han blev gift to gange. Hans første ægteskab var med den hollandsk-belgiske Walburga van Egmont (1490 – 1529). De fik to døtre. 
I sit andet ægteskab med Juliana til Stolberg fik Vilhelm 12 børn. De mest kendte er 
- Vilhelm den Tavse (1533 i Dillenburg – 1584 i Delft) var leder af det hollandske oprør mod Spanien.
- Johan 6. af Nassau-Dillenburg (1536 i Dillenburg – 1606 i Dillenburg) var statholder i Gelderland og grundlægger af Unionen i Utrecht.

Vilhelm 1. havde mindst én søn født udenfor ægteskab. Da Vilhelm døde, efterlod han gæld, så det er på grund af sine mange børn, at han har fået tilnavnet den rige. 